# Best Unlimited
A Best Unlimited a 2 Unlimited duó válogatásalbuma, mely 1998-ban jelent meg. Az albumon a korábbi sikerek mellett a II slágerei is megtalálhatóak. Az albumot a Mercury Records adta ki. 

## Az album dalai
| #   | Cím                                             | Hossz |
| --- | ----------------------------------------------- | ----- |
| 1.  | " Wanna Get Up"                                 | 3:15  |
| 2.  | "No Limit"                                      | 3:30  |
| 3.  | "Get Ready For This"                            | 3:42  |
| 4.  | "Let The Beat Control Your Body"                | 3:38  |
| 5.  | "The Edge Of Heaven"                            | 4:14  |
| 6.  | "Jump For Joy"                                  | 3:42  |
| 7.  | "Close 2U"                                      | 5:14  |
| 8.  | "Back Into The Groove"                          | 4:00  |
| 9.  | "Workaholic"                                    | 3:35  |
| 10. | "Never Surrender"                               | 3:55  |
| 11. | "Tribal Dance"                                  | 3:41  |
| 12. | "Twilight Zone"                                 | 4:10  |
| 13. | "The Real Thing"                                | 3:40  |
| 14. | "Wanna Get Up" (Sash! Radio Edit)               | 3:16  |
| 15. | "The Edge Of Heaven" (Sharp Funky Driver Remix) | 8:57  |
| 16. | "II Unlimited Megamix"                          | 3:47  |

## Slágerlistás helyezések
| Lista          | Dátum | Csúcshelyezés |
| -------------- | ----- | ------------- |
| Japán (ORICON) | 1998  | 85            |